# Bután en los Juegos Paralímpicos de Tokio 2020
Bután estuvo representado en los Juegos Paralímpicos de Tokio 2020 por tres deportistas, dos hombres y una mujer. El equipo paralímpico butanés no obtuvo ninguna medalla en estos Juegos.